# Charmaine Scotty
Charmaine Eraidinomo Scotty est une femme politique nauruane.

## Biographie

### Entrée au Parlement et participation à un gouvernement autoritaire (2013-2019)
Elle fait tout d'abord carrière dans la haute fonction publique, exerçant le poste de secrétaire permanente successivement aux ministères de la Santé, de l'Intérieur et de la Justice. Elle est candidate sans succès aux élections législatives de 2010, mais est élue députée de Yaren (la capitale de facto) aux législatives du 8 juin 2013. La circonscription de Yaren élit deux députés ; elle arrive en tête, devançant le médecin, ancien ministre et homme politique vétéran Kieren Keke, qui est réélu pour le second siège. Le député sortant Dominic Tabuna est ainsi battu. Il n'y a pas de partis politiques à Nauru ; Charmaine Scotty siège donc sans étiquette. Son élection est historique : elle n'est que la seconde femme dans l'histoire du pays à avoir été élue députée, après Ruby Dediya (députée de 1986 à 1992 et de 1995 à 1997). L'époux de Charmaine Scotty est le cousin de l'ancien président de la République Ludwig Scotty, qui siège également dans le Parlement élu en 2013.
Le 13 juin, le nouveau président Baron Waqa la nomme ministre de l'Intérieur, de l'Éducation et de la Jeunesse, et de la Gestion des terres dans son gouvernement. Fin 2013 et début 2014, le gouvernement Waqa est vivement critiqué, à la fois par l'opposition et à l'étranger, pour avoir restreint la venue de journalistes étrangers sur l'île, puis pour avoir déporté les deux seuls juges du pays, tous deux de nationalité australienne. Interrogée par Radio Australia en tant que ministre de l'Intérieur, Charmaine Scotty accuse les deux juges d'avoir été trop proches de l'opposition, et d'avoir fait partie d'un « réseau de copinage. Ils mettaient constamment en œuvre des projets néfastes pour le bien-être de notre peuple et de notre pays ». Au cours des deux années et demie qui suivent, le gouvernement dont elle fait partie impose des restrictions sur la liberté de la presse, et suspend indéfiniment du Parlement cinq des sept députés d'opposition, s'attirant les critiques d'Amnesty International pour la « détérioration de l'État de droit » à Nauru.
Elle est réélue députée de Yaren lors des élections législatives de juillet 2016, conservant ses ministères, et est très largement réélue aux élections législatives d'août 2019, les citoyens à Yaren élisant par ailleurs une autre femme, Isabella Dageago, comme seconde députée de cette circonscription.

### Ministre de la Santé et de l'Intérieur depuis 2023
Lionel Aingimea est élu président de la république le 27 août 2019, à la suite des élections législatives. Il nomme un gouvernement dans lequel il attribue tous les postes autres que les siens à des députés dont c'est le premier mandat législatif. Charmaine Scotty n'est donc pas reconduite dans ses fonctions ministérielle,. Réélue très confortablement députée de Yaren aux élections législatives de 2022, elle siège comme simple députée d'opposition face au gouvernement de Russ Kun.
Après la destitution du gouvernement Kun par une motion de censure au Parlement, Charmaine Scotty devient membre le 30 octobre 2023 du gouvernement nommé par le nouveau président David Adeang, la figure dominante du gouvernement Waqa de 2013 à 2019 et l'auteur des diverses mesures liberticides et des entraves à l'État de droit menées par ce gouvernement. Elle est nommée ministre de la Santé, ministre de l'Intérieur, ministre des Femmes et du Développement social, ministre des Personnes handicapées, ministre du Musée de Nauru et du Patrimoine, et ministre du Tourisme,.